# Kistótlak
Kistótlak (németül: Windisch-Minihof) Liba településrésze, egykor önálló község Ausztriában, Burgenland tartományban, a Gyanafalvi járásban.

## Fekvése
Gyanafalvától 6 km-re délre a Döbör-patak partján fekszik.

## Története
A települést 1387-ben "Mohonycha" alakban említik először. Dobra várának uradalmához tartozott. A település eredeti nevében a német "mönch" (barát) szó rejtőzik, ugyanis a Rábától délre eső területet 1187-ben III. Béla király az általa alapított szentgotthárdi ciszterci apátságnak adományozta. A faluban a középkorban kolostor is állt, melyet a törökök pusztítottak el. Később Dorba várának tartozéka lett. 1387-ben Luxemburgi Zsigmond Dobra várát az uradalommal együtt a Széchy családnak adományozta.

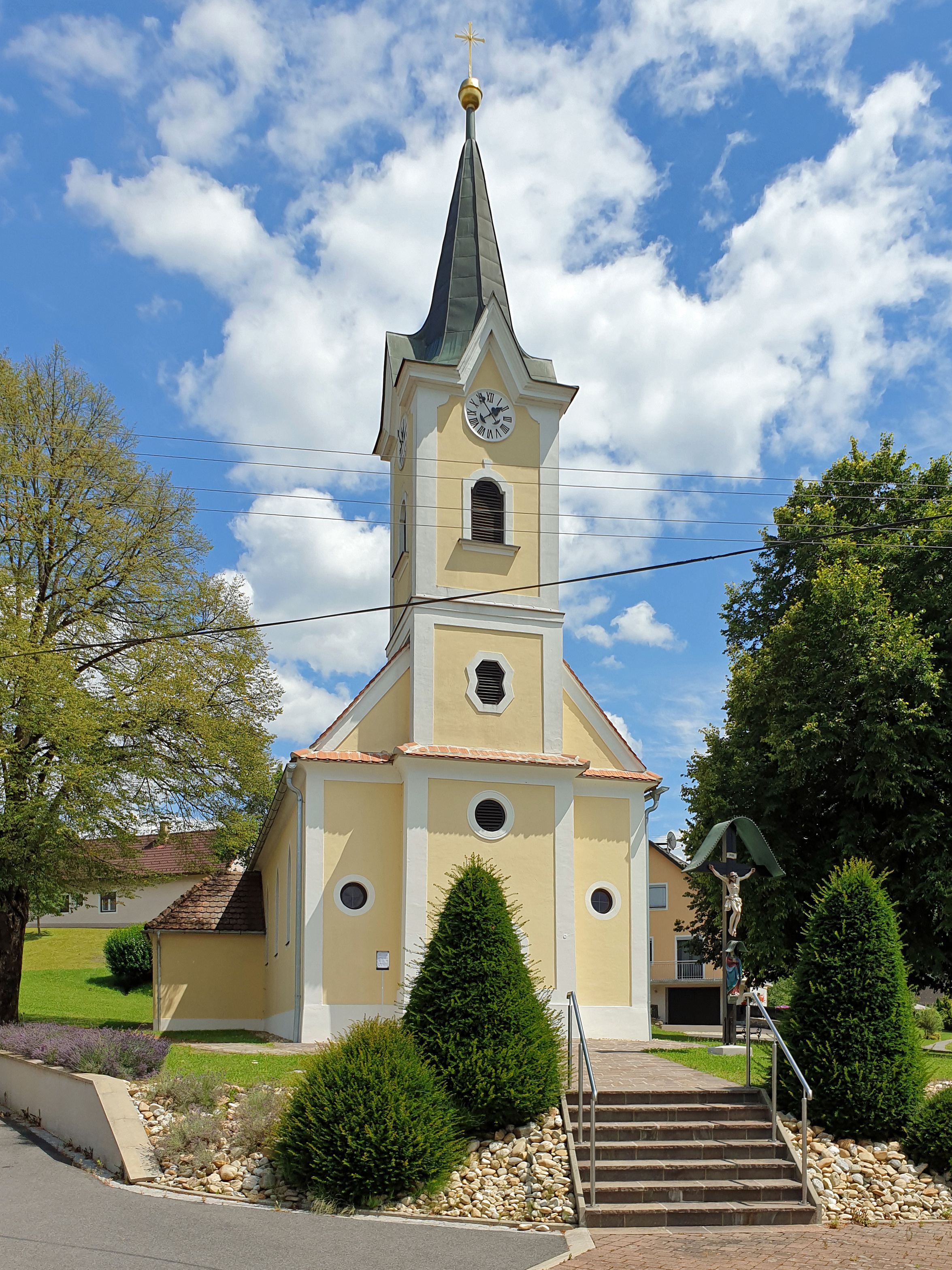
Kápolna

1605-ben Bocskai hajdúi dúlták fel. 1607-ben a dobrai uradalommal együtt a Batthyány család birtoka lett. 1699-ben 46 házából 10 puszta, 12 pedig zselléreké volt. 1720-ban 27 házat számláltak a településen. 1767-ben 11 háromnegyed, 5 negyed és 28 nyolcad jobbágytelke volt, és 11 zsellérház is állt itt. 1787-ben 96 házában 495 lakos élt. 1830-ban 61 háza volt 437 lakossal. 1857-be 89 házat és 625 lakost számláltak itt.
A 19. században a Szapáryak birtoka lett.
Vályi András szerint: „MINICHOF. Német falu Vas Várm. földes ura G. Batthyáni Uraság, lakosai katolikusok, fekszik Német Szent Mártonynak szomszédságában, és annak filiája, határja középszerű, réttyeinek fele jó, erdeje, legelője elég van, Stájer Országban fuharoznak, és kereskednek.”
Fényes Elek szerint: „Minihof, német falu, Vas vmegyében, a Stájer határszélen, 314 kath., 136 evang. lak., kik szekerezésből élnek. F. u. gr. Batthyáni. Ut. p. Radkersburg.”
Vas vármegye monográfiája szerint: „Tótlak, (Windisch-Minihof), 108 házzal és 703 r. kath. és ág. ev. vallású, németajkú lakossal. Postája Rába-Keresztúr, távirója Gyanafalva. A községben a mohácsi vész előtt kolostor állott, melyet a törökök pusztítottak el. Jelenlegi kúpalaku temploma török mecset volt. Földesurai a Szapáryak voltak.”
1910-ben 1455 lakosából 1406 német, 7 magyar, 3 szlovák, 39 egyéb nemzetiségű volt. A trianoni békeszerződésig Vas vármegye Szentgotthárdi járásához tartozott. A békeszerződések Ausztriának ítélték. 1971-ben Libához csatolták. 2001-ben 1179 lakosa volt, ebből 1154 német, 7 szlovén, 4 magyar, 14 egyéb nemzetiségű.

## Nevezetességei

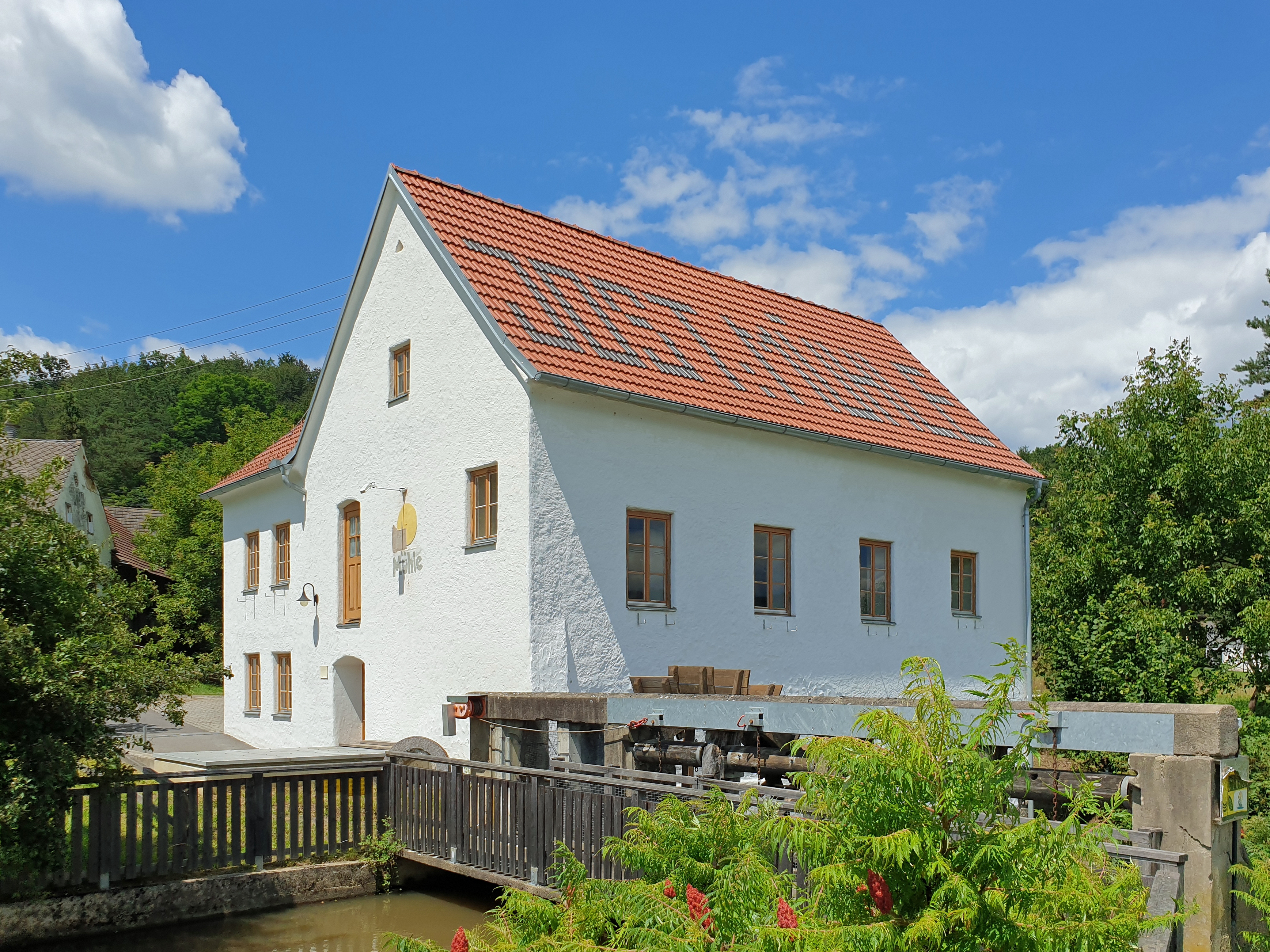
Jost-malom

- Keresztelő Szent János tiszteletére szentelt kápolnája 1824-ben épült.
- A Jost-malom műemléki védettséget élvez.